# Ray Walston
Herman Raymond „Ray” Walston (ur. 2 grudnia 1914 w Nowym Orleanie, zm. 1 stycznia 2001 w Beverly Hills) – amerykański aktor i komik.
Został dwukrotnie uhonorowany nagrodą Emmy. Laureat nagrody Tony Award. Ponadto był nominowany do nagrody Emmy i dwukrotnie do nagrody Aktorskiej. 8 grudnia 1995 otrzymał własną gwiazdę w Alei Gwiazd w Los Angeles znajdującą się przy 7070 Hollywood Boulevard.

## Wybrana filmografia
seriale
- 1948: Studio One jako Mickey
- 1956: Playhouse 90 jako Partridge
- 1963: My Favorite Martian jako wujek Martin (Marsjanin)
- 1977: Statek miłości jako Max
- 1984: Napisała: Morderstwo jako Q.L. Frubson
- 1992: Gdzie diabeł mówi dobranoc jako sędzia Henry Bones
- 1996: Siódme niebo jako Sierżant Millard

film
- 1957: Urlop na lądzie jako Porucznik J.G. McCann
- 1964: Pocałuj mnie, głuptasie jako Orville Jeremiah Spooner
- 1984: Niebezpieczny Johnny jako Vendor
- 1997: Gra o spadek jako Sandy McSouthers
- 2001: Early Bird Special jako Pappy